# EBL official
EBL, fundada en 1998, es una marca en la producción de pilas alcalinas ordinarias, pilas recargables, cargadores de pilas y fuentes de alimentación de almacenamiento de energía. EBL tiene certificaciones CE, ROHS, ETL, UL, UK, CA.

## Historia
- En 2013, EBL estuvo anunciado como marca global. De enero de 2014, EBL adelantó fabricar tiene ser desarrollado en la Unión Europea y Reino Unido.

- En 2019, EBL tiene patentes únicas para la mayoría de su batería chargers, incluyendo AA, AAA, C, D, 9V y 18650 batería chargers.

- En 2021, EBL emitió el primer SUPER-batería RÁPIDA charger, revolucionando rápidamente y seguro cobrando de rechargeable baterías. En 2022, EBL emitió su primero INSERTAR-CHARGER batería charger, el cual utiliza tecnología innovadora para proporcionar conveniente cobrando.

## Productos
EBL fabrica pilas AA, AAA, C, D, 9V. Se utilizan habitualmente en cámaras digitales, mandos de videojuegos, juguetes, entradas de línea de instrumentos inalámbricos (guitarra/bajo), equipos médicos, alarmas de humo y CO2, y mucho más. Además, EBL fabrica 18650 baterías，qué está utilizado para coches eléctricos, portátiles, cigarrillos electrónicos, DIRIGIÓ linternas y etc. EBL También los productos relacionaron 2-ranura, 4-ranura, 8-ranura y otro multi-batería de ranura chargers.